# Lampides seminiger
Lampides seminiger är en fjärilsart som beskrevs av Druce. Lampides seminiger ingår i släktet Lampides och familjen juvelvingar. Inga underarter finns listade i Catalogue of Life.